# Виктуалиенмаркт (Мюнхен)

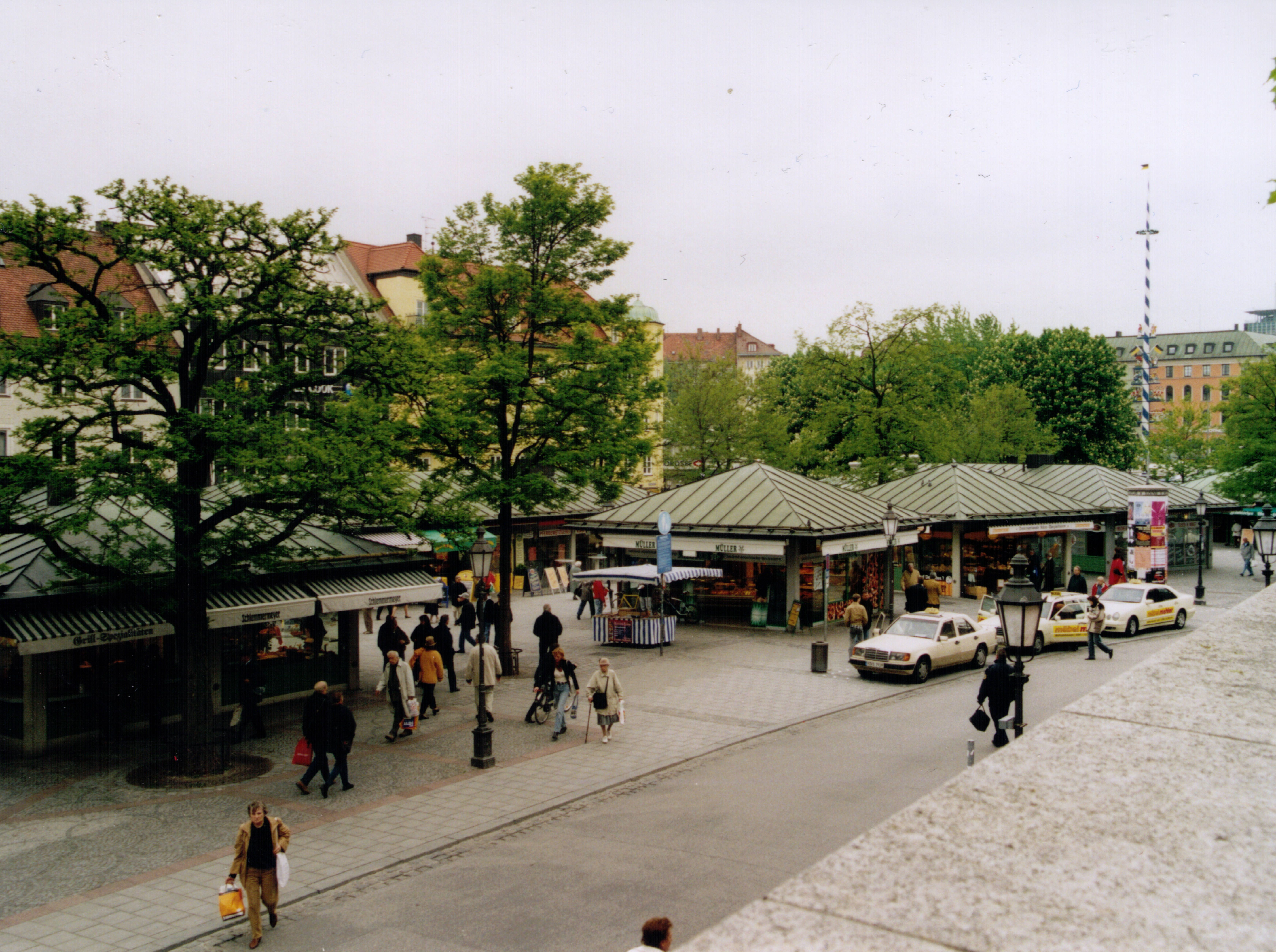
Вид на Виктуалиенмаркт

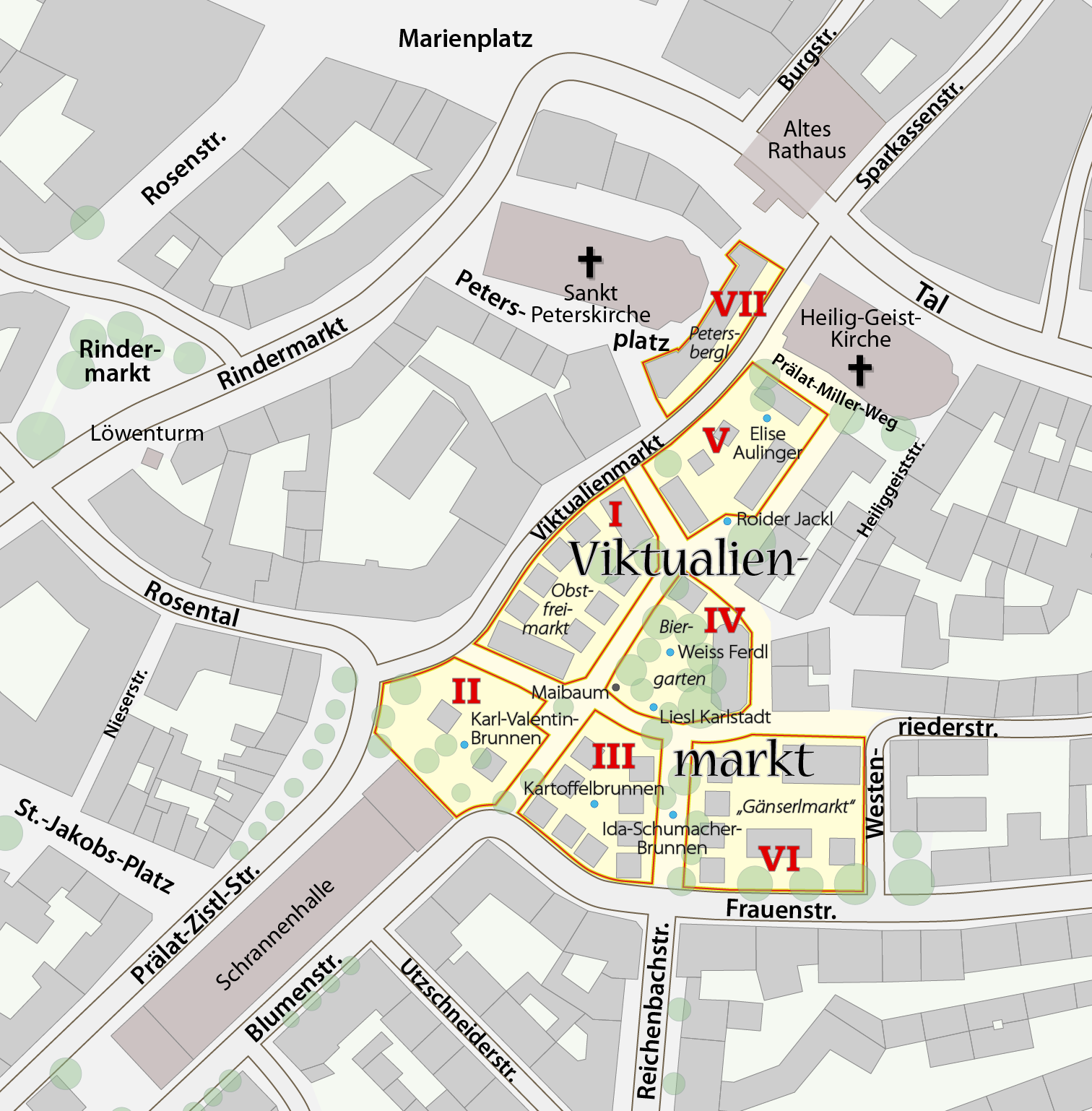
План Виктуалиенмаркта

Виктуалиенмаркт (нем. Viktualienmarkt) — постоянно действующий продовольственный рынок в центре города Мюнхен. Работает ежедневно, кроме воскресений и праздничных дней.
Слово Виктуалиенмаркт исходит из латинского victus — продукт, запас. Сначала рынок назывался grüner Markt («зелёный рынок») или просто Marktplatz (Рыночная площадь). Название «Виктуалиенмаркт» появилось в XIX веке, когда в некоторых кругах буржуазии стало модным использовать латинские названия вместо немецких.
Виктуалиенмаркт возник, когда старый мюнхенский городской рынок на Мариенплаце стал слишком узким для бурно растущего города. Король Максимилиан I 2 мая 1807 года поручил магистрату города Мюнхена перенести рынок на новое место.
Ежегодно в Жирный вторник по случаю завершения карнавала на Виктуалиенмаркте проходит красочное танцевальное выступление местных торговок.